# Percy (Illinois)
Percy è un villaggio degli Stati Uniti d'America, situato nello Stato dell'Illinois, nella contea di Randolph.